# 25615 Votroubek
25615 Votroubek (tên chỉ định: 2000 AR31) là một tiểu hành tinh vành đai chính. Nó được phát hiện bởi dự án Nghiên cứu tiểu hành tinh gần Trái Đất Lincoln ở Socorro, New Mexico, ngày 3 tháng 1 năm 2000. Nó được đặt theo tên Marek Votroubek, a Czech high school student whose electrical và mechanical engineering team project won first place ở the 2009 Giải thưởng Khoa học và Kỹ thuật Intel.